# هتل ایزمایلوو
هتل ایزمایلوو (به روسی: Измайлово) یک هتل واقع در مسکو، روسیه می‌باشد که شامل ۴ ساختمان میشود. 
این هتل که در سال ۱۹۷۹ میلادی افتتاح شده مخصوص بازی‌های المپیک تابستانی ۱۹۸۰ ساخته شده و شامل ۷۰۰۰ تا ۷۵۰۰ تخت در ۵۰۰۰ اتاق میشود.

## نگارخانه

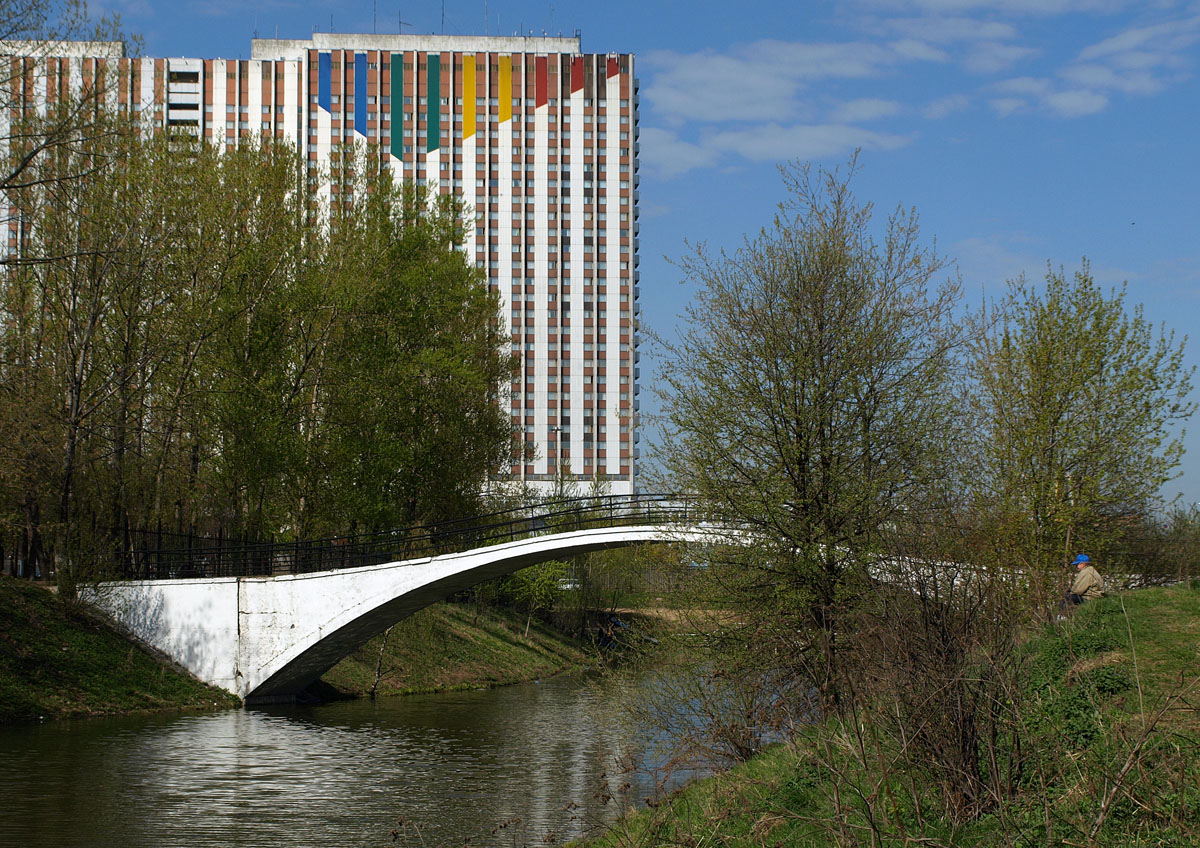
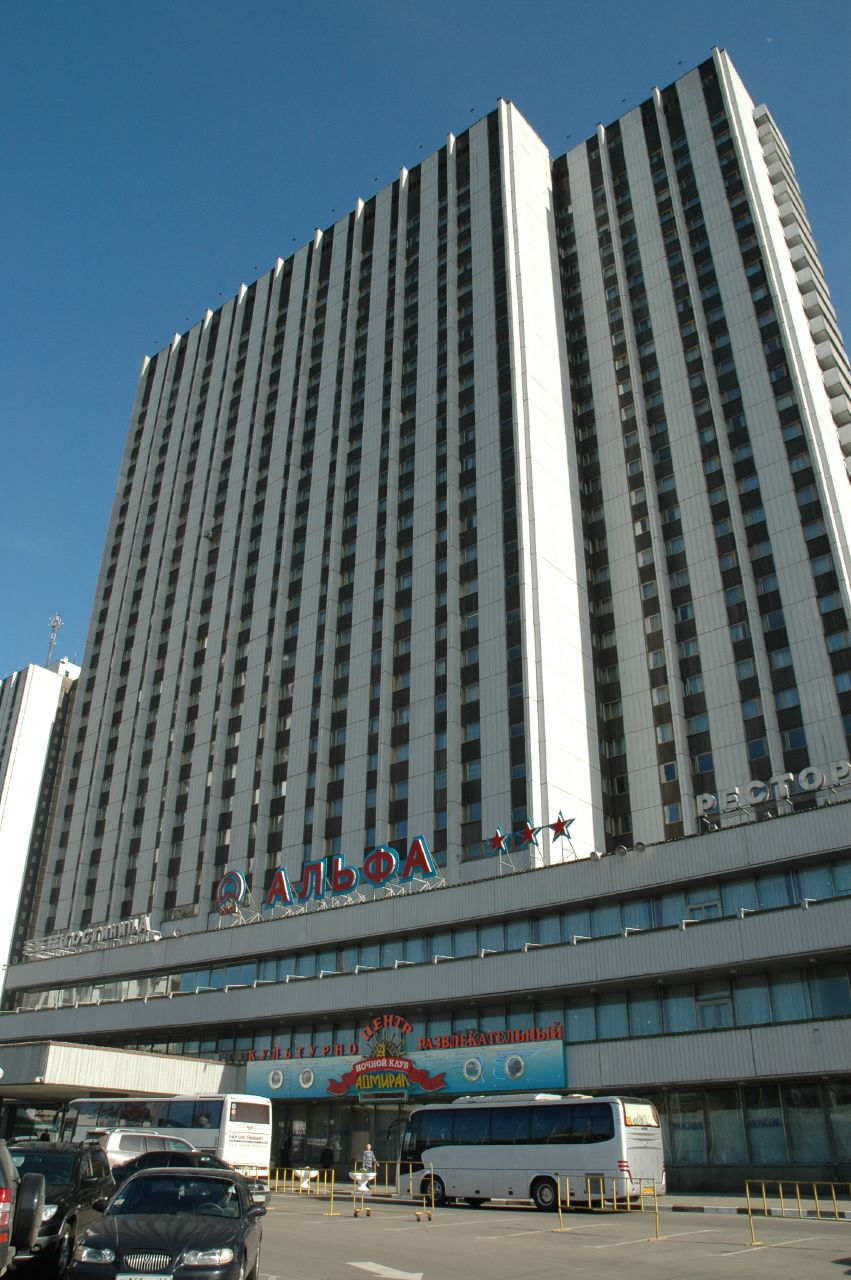
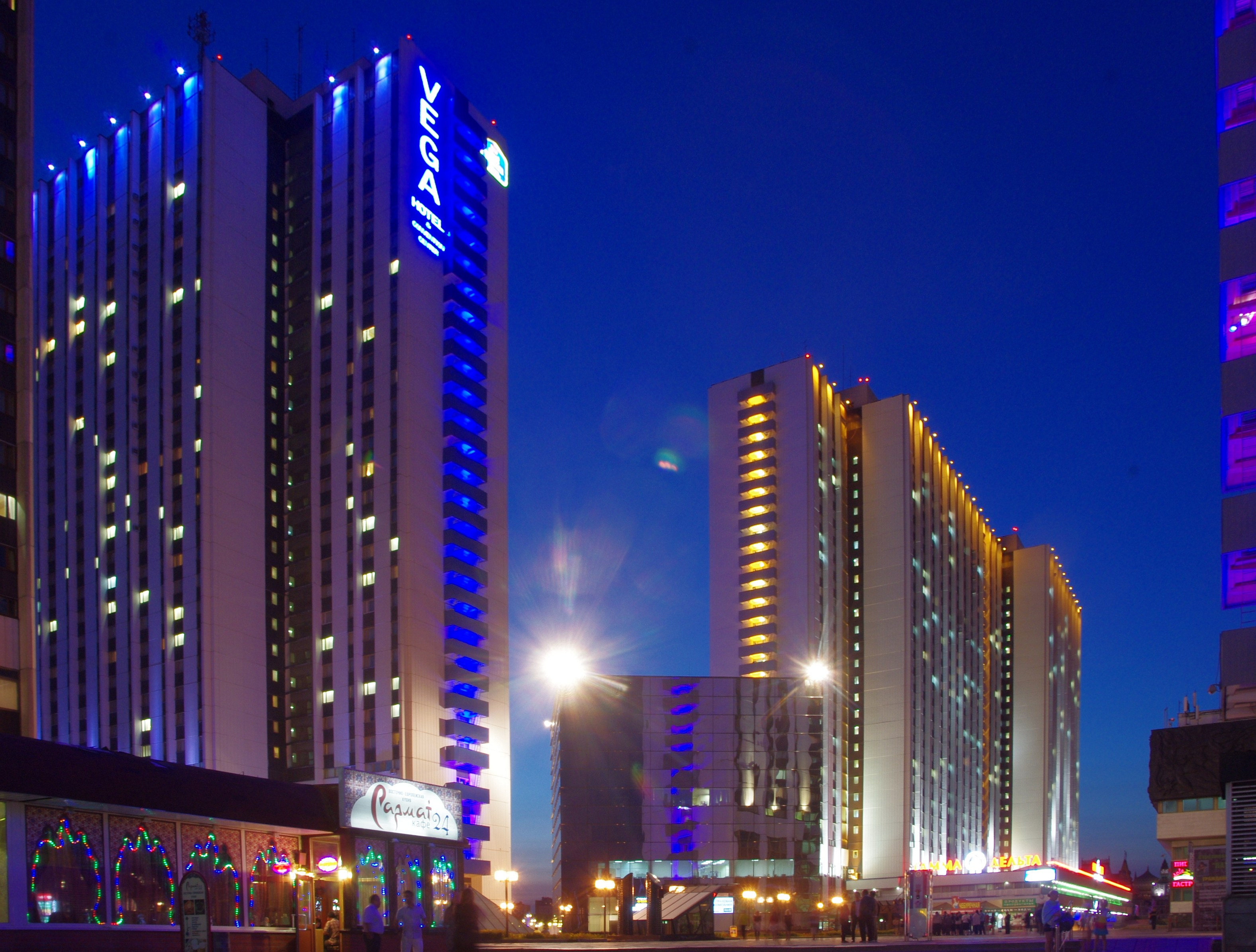